# Turisten
|  | Denne artikel er oprettet af botten Steenthbot ud fra en ekstern database. Den kan derfor have sproglige fejl eller mangler. Denne skabelon kan fjernes efter kontrol af indholdet. |

Turisten er en dansk dokumentarfilm fra 2015 instrueret af Sebastian Cordes.

## Handling
Turisten er en poetisk dokumentar, der udforsker de handlinger som turister foretager sig. Undersøgelsen finder sted på Færøerne, og følger en tavs, unavngiven turist, vandrende rundt i dets museer, dets hoteller, dets maleriske landskab - tilsyneladende uden andet mål end at betragte.